# Циганкова Елла Григорівна
Елла Григорівна Циганкова (11 червня 1934, Бєлгород — 24 жовтня 2016, Київ) — українська історикиня, лауреатка премії ім. А. Кримського.

## Життєпис
Елла Циганкова народилася 11 червня 1934 року у Бєлгороді. Вищу освіту здобувала у Харківському бібліотечному інституті, який закінчила у 1957 році. Протягом 1957-1964 років працювала бібліографом в Одеській науковій бібліотеці ім. Горького. З 1964 року працювала на посаді молодшого наукового співробітника Сектора історії природознавства і техніки Інституту історії АН УРСР (з 1986 сектор у складі ЦДПІН ім. Г. М. Доброва).